# Editorial Menorca
Editorial Menorca SA, és una empresa editorial amb seu a Maó, Menorca, fundada el 18 de desembre de 1956. L'empresa es dedica principalment a l'edició del diari Menorca, que es publica des de l'1 de febrer de 1941, de manera que és un dels diaris més antics de l'illa. Des de 1980, l'empresa també engloba Gràfiques Menorca, una impremta que ofereix serveis de impressió professional. El setembre de 2013, Editorial Menorca va ser integrada al Grup Serra, un dels grups de comunicació més importants de les Illes Balears. A més, l'any 2003, Editorial Menorca es va convertir en accionista de Televisió Menorquina (TVM), una cadena de televisió local que va emetre entre els anys 1990 i 2011.